# Kanton Sainte-Sévère-sur-Indre
Der Kanton Sainte-Sévère-sur-Indre war von 1790 bis 2015 ein französischer Wahlkreis im Arrondissement La Châtre, im Département Indre und in der Region Centre-Val de Loire; sein Hauptort war Sainte-Sévère-sur-Indre, Vertreter im Generalrat des Départements war zuletzt von 2004 bis 2015 Paul Pleuchot.

## Geografie
Der Kanton war 197,80 km² groß und hatte 3380 Einwohner (Stand: 2012).

## Gemeinden
| Gemeinde                | Einwohner Jahr | Fläche km² | Bevölkerungsdichte | Postleitzahl | Code INSEE |
| ----------------------- | -------------- | ---------- | ------------------ | ------------ | ---------- |
| Feusines                | 208 (2013)     | –          | – Einw./km²        | 36160        | 36073      |
| Lignerolles             | 110 (2013)     | –          | – Einw./km²        | 36160        | 36095      |
| Pérassay                | 377 (2013)     | –          | – Einw./km²        | 36160        | 36156      |
| Pouligny-Notre-Dame     | 654 (2013)     | –          | – Einw./km²        | 36160        | 36163      |
| Pouligny-Saint-Martin   | 229 (2013)     | –          | – Einw./km²        | 36160        | 36164      |
| Sainte-Sévère-sur-Indre | 830 (2013)     | –          | – Einw./km²        | 36160        | 36208      |
| Sazeray                 | 314 (2013)     | –          | – Einw./km²        | 36160        | 36214      |
| Urciers                 | 240 (2013)     | –          | – Einw./km²        | 36160        | 36227      |
| Vigoulant               | 123 (2013)     | –          | – Einw./km²        | 36160        | 36238      |
| Vijon                   | 309 (2013)     | –          | – Einw./km²        | 36160        | 36240      |